# Scheloribates rostropilosus
Scheloribates rostropilosus är en kvalsterart som beskrevs av Pranabes Sanyal 1988. Scheloribates rostropilosus ingår i släktet Scheloribates och familjen Scheloribatidae. Inga underarter finns listade i Catalogue of Life.